# Raubsalmler
Die Raubsalmler (Erythrinidae) sind eine Familie südamerikanischer Raubfische.

## Merkmale
Die Fische werden 15 Zentimeter bis einen Meter lang. Ihr Körper ist zylindrisch, die Schuppen relativ groß. Entlang der Seitenlinie befinden sich 32 bis 47 Schuppen. Die Rückenflosse befindet sich vor der Afterflosse, üblicherweise über den Bauchflossen. Eine Fettflosse fehlt, die Schwanzflosse ist abgerundet. Die Brustflossen haben relativ wenige, nur 9 bis 14 Flossenstrahlen, die Afterflosse 10 bis 12. Die Rückenflosse wird von 8 bis 15 Flossenstrahlen gestützt, drei weitere sind nur rudimentär entwickelt. Das Gaumenbein ist mit zahlreichen Zähnen besetzt.
Die Fische betreiben Brutpflege und legen ihre Eier in Nester. Einige Vertreter können Luft atmen und kurze Strecken über Land kriechen.

## Gattungen und Arten
Es gibt drei Gattungen mit 19 Arten:
- Gattung Erythrinus Scopoli, 1777
  - Blauer Raubsalmler (Erythrinus erythrinus Bloch & Schneider, 1801)
  - Erythrinus kessleri Steindachner, 1877
- Gattung Hoplerythrinus Gill, 1896
  - Hoplerythrinus cinereus (Gill, 1858)
  - Hoplerythrinus gronovii (Valenciennes, 1847)
  - Hoplerythrinus unitaeniatus (Spix & Agassiz, 1829)
- Gattung Hoplias Gill, 1903
  - Hoplias aimara (Valenciennes, 1847)
  - Hoplias argentinensis Rosso et al., 2018
  - Hoplias australis Oyakawa & Mattox, 2009
  - Hoplias brasiliensis (Spix & Agassiz, 1829)
  - Hoplias curupira Oyakawa & Mattox, 2009
  - Hoplias intermedius (Günther, 1864)
  - Hoplias lacerdae Miranda Ribeiro, 1908
  - Traíra (Hoplias malabaricus Bloch, 1794)
  - Hoplias mbigua Azpelicueta et al., 2015
  - Hoplias microcephalus (Agassiz, 1829)
  - Hoplias microlepis (Günther, 1864)
  - Hoplias misionera Rosso et al., 2016
  - Hoplias patana (Valenciennes, 1847)
  - Hoplias teres (Valenciennes, 1847)